# Zbrzyż (obwód tarnopolski)
Zbrzyż, Zbrzyź  (ukr. Збриж) – wieś na Ukrainie w rejonie czortkowskim należącym do obwodu tarnopolskiego.
Leży nad Zbruczem, naprzeciw Zbrzyża w obwodzie chmielnickim, w rejonie czemerowieckim.
W okresie międzywojennym należał do Polski. Był siedzibą gminy jednostkowej w powiecie borszczowskim w województwie tarnopolskim. Po reformie z 1 sierpnia w 1934 roku w Gminie Gusztyn. W miejscowości stacjonowała strażnica KOP „Zbrzyż”.
W trakcie wojny obronnej z Niemcami, w dniu 17 września 1939 roku zajęta przez wojska sowieckie. W latach 1941–1944 pod okupacją niemiecką, a następnie w ZSRR. Od 1991 roku w Republice Ukrainy.